# Сен-Бенуа (Реюньон)
Сен-Бенуа (фр. Saint-Benoît) — коммуна в заморском департаменте Франции Реюньон. Население называют сан-бенуацами.

## География
Сан-Бенуа расположена в восточной части острова Реюньон, примерно в 40 км к юго-востоку от столицы, Сен-Дени. Это вторая по размеру площади коммуна с наивысшей точкой на вершинах гор и с низшей в пещере Дюфор.
Территория Сен-Бенуа ограничена на севере рекой Роше, Индийским океаном на востоке, рекой Эст на юге. Также граничит с такими административными единицами как: Ceux de Bras-Panon, de Cilaos, de L’Entre-Deux, de La Plaine-des-Palmistes, de Sainte-Rose, de Salazie и du Tampon.
C запада на восток коммуну пересекает река Marsouins, которая течёт с северного склона возвышенности Piton Papangue, покрытой лесами.
К западу от коммуны лежит крупнейшее озеро острова, Grand Étang. Ближе к озеру находится водопад Bras d’Annette.

## Климат
Климат тропический, но с сильным влиянием пассатов. Дожди (100 дней в году) и ветер (90 дней в году) присутствуют почти круглый год, а температура тёплая в течение почти всего года.
Средние значения температуры:
| месяц/значение    | январь | февраль | март | апрель | май | июнь | июль | август | сентябрь | октябрь | ноябрь | декабрь |
| ----------------- | ------ | ------- | ---- | ------ | --- | ---- | ---- | ------ | -------- | ------- | ------ | ------- |
| минимальные (°C)  | 23     | 23      | 23   | 22     | 20  | 18   | 18   | 17     | 18       | 19      | 20     | 22      |
| максимальные (°C) | 29     | 29      | 29   | 28     | 26  | 25   | 24   | 24     | 24       | 26      | 27     | 28      |

## История
История Сан-Бенуа начинается в первой половине XVIII века, когда поселенцы с Бурбона, расположенного между Сан-Полем и Сан-Дени активно искали новые земли для возделывания кофейных культур.
Первые концессии на кофейные плантации были выданы между 1720 и 1730 годами, а плантаторы взяли на себя обязательство «культивировать настоящий кофе мокко» и выплачивать французской Ост-Индской компании ежегодно «200 фунтов белого риса и 24 курицы».
В то же время при содействии властей была построена приходская церковь. По имени генерал-губернатора Пьера Бенуа Дюма, оказывавшего помощь приходу, и было названо поселение.
Сама коммуна была основана 8 сентября 1733. Получающая достаточное количество солнечного тепла и частые дожди, эта местность быстро стала использоваться для культивирования самых разных культур и выращивания специй. Как писал Пьер Пуавр, здесь получили распространение индийские манго, китайские личи и позже — мексиканская ваниль.
25 августа 1809 года Национальной гвардии города удалось отразить десант англичан, высадившийся 16 августа в Сант-Росе.
11 февраля 1882 года была проложена железнодорожная линия, соединившая коммуну с городом Сан-Дени. В том же году от Сан-Бенуа отделился Бра-Панон, ставший самостоятельной коммуной.

## Административный состав
Коммуна является административным центром двух кантонов:
- кантон Сан-Бенуа-1 с населением 17 708 жителей;
- кантон Сан-Бенуа-2 с населением 15 479 жителей.

## Главы коммуны
- 1938—1946: Alexis de Villeneuve
- 1946—1947: Léopold Ycare
- 1947—1956: Jean Champierre de Villeneuve
- 1956—1971: David Moreau
- 1971—1977: André Duchemann
- 1977—1983: David Moreau
- 1983—1999: Jean-Claude Fruteau[англ.]
- 1999—2001: Philippe Le Constant
- 2001—2008: Bertho Audifax
- 2008: Jean-Claude Fruteau

## Население
| 1968   | 1975   | 1982   | 1990   | 1999   | 2006   |
| ------ | ------ | ------ | ------ | ------ | ------ |
| 19 492 | 21 658 | 23 541 | 26 187 | 31 560 | 33 187 |

## Инфраструктура
На территории коммуны расположены три общеобразовательных колледжа:
- колледж Bassin bleu, открыт в деревне Сан-Анн в 1991 году.
- колледж Amiral Bouvet.
- колледж Hubert Delisle, в сентябре 2005 было 1180 учащихся.
- колледж Guy Mocquet.

Также есть 4 общеобразовательных лицея:
- Общеобразовательный и технологический лицей имени Жана-Батиста Шарля Буве де Лозьера, в сентябре 2005 было 1160 учащихся.
- Универсальный лицей Bras Fusil, в сентябре 2005 было 910 обучавшихся.
- Лицей профессионального образования имени Patu de Rosemont, на сентябрь 2005 было 1236 обучавшихся там.

## Экономика
- Учреждение торгово-промышленной палаты Реюньона
- Ликёро-водочный завод